# کالری

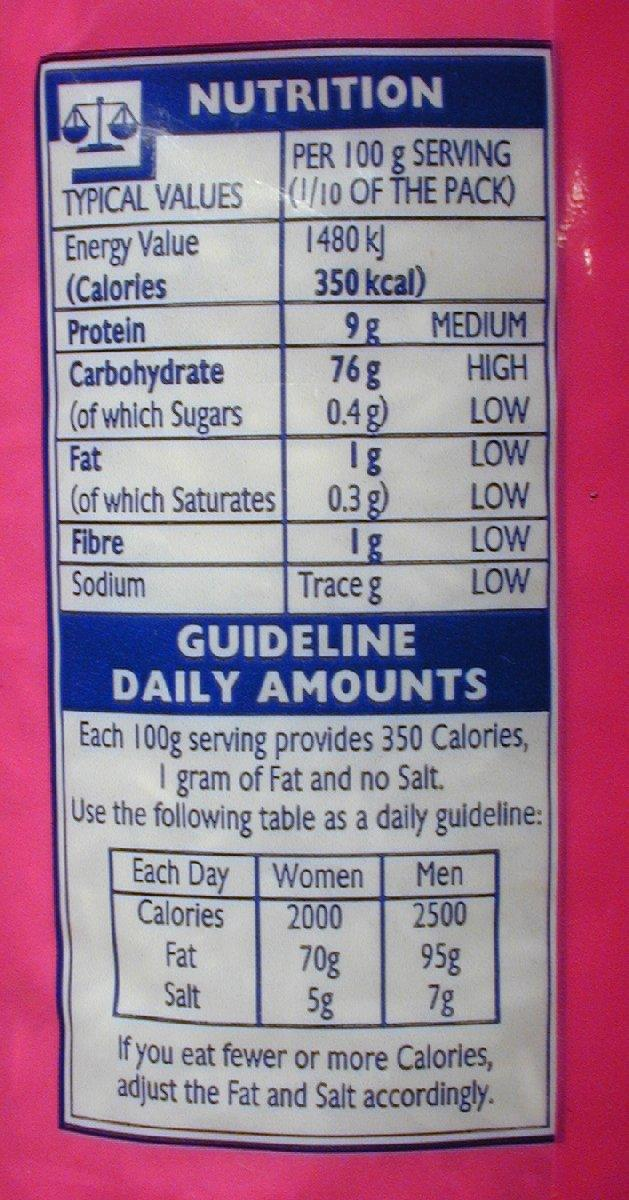
نمایی از چارت حقایق تغذیه‌ای بر روی یک‌بسته برنج محصول بریتانیا. میزان کالُری (Calorie) در مقدار وزن این برنج، در چارت، حک‌شده است.

کالُری (به انگلیسی: Calorie) برای اولین بار در سال ۱۸۲۴ میلادی توسط نیکلاس کلمان به عنوان واحدی از گرما تعریف شد. واژه کالری از وام‌واژه زبان لاتین calor به معنی گرما است. بین سال‌های ۱۸۴۱ و ۱۸۶۷ این لغت به فرهنگ‌های انگلیسی و فرانسوی اضافه شد.

## انواع کالری
- کالری کوچک یا گرم‌کالری (نماد: cal) که برابر است با مقدار انرژی مورد نیاز برای افزایش دمای ۱ گرم آب در فشار هوای ۱ اتمسفر به اندازه ۱ درجه سلسیوس. یک کالری کوچک تقریباً برابر است با ۴/۲ ژول (به‌طور دقیق ۴/۱۸۶۸ ژول[۲])
- کالری بزرگ یا کیلوگرم‌کالری(کیلوکالری) (نماد:Cal[۳] یا kcal) که همان کالری غذایی (به انگلیسی: food calorie) است و مقدار آن برابر است با مقدار انرژی مورد نیاز برای افزایش دمای °۱ سانتیگرادی ۱ کیلوگرم آب. یک کالری بزرگ تقریباً برابر با ۴/۲ کیلوژول می‌باشد.

یک کالری بزرگ برابر است با ۱۰۰۰ کالری کوچک.(میزان انرژی غذایی که می‌خوریم با کیلوکالری اندازه‌گیری می‌شود این واحدها سالها در سیستم اندازه‌گیری متریک استفاده می‌شدند. در سال ۱۹۴۸، جامعه علمی تصمیم گرفت که چون در گرما (مانند کار) انرژی منتقل می‌شود یکای SI برای گرما باید همان ژول باشد. یک کالری عبارت است از مقدار گرمای (انرژی) لازم برای اینکه دمای یک گرم آب را از ۱۴/۵ درجه به ۱۵/۵ درجه سلسیوس افزایش دهد.

## کالری و رژیم غذایی
هرچند واژه «کالری» واحدی برای اندازه‌گیری میزان انرژی در علوم فیزیک و شیمی مطرح است، ولی به علت کاربرد آن برای محاسبه انرژی خوراکی‌ها و نوشیدنی‌ها در میان مردم عادی هم بسیار کاربرد دارد. کاربرد فراوان «کالری» به این موضوع بر می‌گردد که میزان کالری مورد نیاز هر فرد باید با میزان کالری که از تغذیه روزانه دریافت می‌کند متوازن باشد و عدم این توازن منجر به اضافه‌وزن و چاقی یا کمبود وزن می‌شود. لذا در چند دهه گذشته رژیم‌های مبتنی بر محاسبه انرژی مصرفی روزانه و رژیم‌های غذایی با کالری مشخص همواره از بهترین روش‌های علمی و مورد توجه مراکز علمی و مردم بوده‌اند. در ایران هم تقریباً همه مراکز علمی که در زمینه تغذیه و مدیریت وزن فعالیت دارند بر مبنای شمارش کالری و برنامه غذایی دقیق عمل می‌کنند؛ چه متخصصینی که برنامه غذایی تجویز می‌کنند، چه مراکزی که در زمینه تولید بسته غذای رژیمی با کالری مشخص فعالیت می‌کنند و چه نرم‌افزارهایی که کالری شماری می‌کنند.
کالری شماری غذاها در رژیم غذایی از از حدود قرن ۲۰ و با ایده فردی به نام Jonny Bowden متخصص تغذیه، عصب‌شناس و نویسنده کتاب‌های زیادی در زمینه رژیم غذایی آغاز شد. به اعتقاد وی، اگر غذاها را در دستگاه بمب کالریمتری قرار دهیم و بسوزانیم، از محاسبه گرمای حاصل از سوختن ماده غذایی می‌توان کالری آن را به دست آورد و در رژیم غذایی این کالری را محاسبه نمود.